# Torneo de Viña del Mar 2003
El Torneo de Viña del Mar es un torneo de tenis que se jugó en arcilla. Se disputó en la ciudad de Viña del Mar. Fue la 10° edición oficial del torneo. Se realizó entre el 10 y el 16 de febrero.

## Campeones

### Individuales Masculino
David Sánchez venció a  Marcelo Ríos por 1-6, 6-3 y 6-3

### Dobles Masculino
Agustín Calleri /  Mariano Hood vencieron a  František Čermák /  Leoš Friedl por 6-3, 1-6 y 6-4